# Skalka u Doks
Skalka u Doks (deutsch Kalken) ist eine Gemeinde des Okres Česká Lípa in der Region Liberec im Norden der Tschechischen Republik. Sie liegt im Böhmischen Mittelgebirge im Norden des Kokořínsko-Naturparkes (Daubaer Schweiz).

## Gemeindegliederung
Für die Gemeinde Skalka u Doks sind keine Ortsteile ausgewiesen. Grundsiedlungseinheiten sind Nová Skalka (Neukalken) und Stará Skalka (Altkalken).